# Orphnebius oculatus
Orphnebius oculatus – gatunek chrząszcza z rodziny kusakowatych i podrodziny Aleocharinae.
Gatunek ten opisany został w 1982 roku przez H. Coiffaita na podstawie pojedynczego okazu ze środkowego Nepalu, pozbawionego odwłoka. Cechy płciowe opisał V. Assing w 2009 roku na podstawie 4 okazów z Himachal Pradesh, sugerując ich konspecyficzność z holotypem.
Chrząszcz o jednolicie żółtawobrązowych odnóżach i dużych oczach. Samce tego kusakowatego mają paramery o raczej przysadzistym kondylicie, a środkowy płat edeagusa z szeroką w widoku bocznym crista apicalis oraz stosunkowo krótkim wyrostkiem brzusznym, prostym w widoku bocznym i trójkątnym w widoku brzusznym.
Owad znany z okolic Kulu w indyjskim stanie Himachal Pradesh oraz ze środkowego Nepalu.